# 太田英昭
太田 英昭（おおた ひであき、1946年（昭和21年）12月22日 - ）は、日本のテレビプロデューサー、実業家。フジ・メディア・ホールディングス社長、産経新聞社会長を務めた。一般社団法人ジャパンフォワード推進機構代表理事。勉強会「立志塾」主宰。

## 人物
北海道千歳市出身。中央大学法学部卒業後、フジテレビジョン入社。社会教養部に配属される。同期に山田良明（共同テレビジョン社長）、久保田榮一（扶桑社・育鵬社社長）。吉田填一郎（日本テレビアナウンサー）は大学の同期。
『小川宏ショー』（アシスタントディレクター）、『おはよう!ナイスディ』（チーフディレクター）、『なんてったって好奇心』（チーフプロデューサー）、『ザ・ノンフィクション』（立ち上げ）など情報番組の制作に携わる。
2005年（平成17年）6月、取締役に選任され、12年6月副社長、13年6月フジ・メディア・ホールディングス社長、
2015年（平成27年）6月、産経新聞社会長に就任する。この人事をフジメディアHDの日枝久会長は週刊現代の取材に対して、「今回の人事は、フジサンケイグループと、産経新聞社との一体化を図るためです。結束をするため、ルートを作るため彼を会長に抜擢しました」と説明している。17年6月同取締役相談役、19年6月同顧問。

## 来歴
- 1969年 - 中央大学法学部卒業後、フジテレビジョン入社。
- ニュース部。
- 夕刊フジ報道部出向。
- 1997年6月 - ソフト制作本部情報企画局長。
- 2001年6月 - 執行役員生活情報局長。
- 2003年6月 - 上席執行役員生活情報局長。
- 2005年6月 - 取締役（情報制作・スポーツ担当）・情報制作局長。
- 2006年6月 - 常務取締役（総務・人事・情報システム・番組審議室・CSR推進室担当）。
- 2007年6月 - 専務取締役（総務・人事・ライツ開発・デジタルコンテンツ・番組審議室・適正業務推進室・CSR推進室担当）。
- 2008年10月 - 専務取締役（CSR推進室・適正業務推進室・グループ総務担当）。
- 2009年10月 - 専務取締役（秘書室・CSR推進室・適正業務推進室・総務・人事担当）。
- 2010年6月 - 専務取締役（総括、秘書室・CSR推進室・適正業務推進室担当）。
- 2012年6月 - 取締役副社長（総括、秘書室・特区事業準備室担当）。
- 2013年6月 - フジ・メディア・ホールディングス代表取締役社長。
- 2015年6月 - 産経新聞社代表取締役会長。
- 2017年1月 - 産経新聞の英語版ウェブサイト「JAPAN Forward」を運営する一般社団法人ジャパンフォワード推進機構代表理事。6月、産業経済新聞社取締役相談役。
- 2019年6月 - 産経新聞社顧問。

## 著書
- 『フジテレビ プロデューサー血風録 楽しいだけでもテレビじゃない』幻冬舎、2021年4月。ISBN 978-4344037571。